# Ласіна Траоре
Ласіна́ Траоре́ (фр. Lacina Traoré, нар. 20 серпня 1990, Абіджан) — івуарійський футболіст, нападник збірної Кот-д'Івуару.

## Клубна кар'єра
Народився 20 серпня 1990 року в місті Абіджан. Вихованець футбольної школи клубу «АСЕК Мімозас». У дорослому футболі дебютував 2007 року виступами за команду клубу «Стад Абіджан», в якій провів один сезон, взявши участь у 27 матчах чемпіонату. 
Своєю грою за цю команду привернув увагу представників тренерського штабу румунського «ЧФР Клуж», до складу якого приєднався 2008 року. Відіграв за команду з Клужа наступні два сезони своєї ігрової кар'єри, поступово ставши основним нападником клубу, з яким здобув Кубок Румунії та виграв національний чемпіонат країни.
З 2011 по 2013 рік грав у Росії, де захищав кольори спочатку краснодарської «Кубані», а згодом махачкалинського «Анжі».
У січні 2014 року права на гравця придбав «Монако», вітм відразу ж віддав івуарійця в оренду до англійського «Евертона». Проте під час передматчевого тренування у лютому 2014 гравець отримав ушкодження, через яке до завершення терміну оренди змушений був зосередитися на лікуванні і відновленні форми. Єдиною грою чемпіонату за «Евертон» для Ласіни став матч останнього туру проти «Галл Сіті», в якому він вийшов на заміну у другому таймі.
Після завершення оренди влітку 2014 повернувся до «Монако», де новий тренер команди Леонардо Жардім вирішив дати йому шанс пробитися до основного складу. Більш-менш регулярно виходити на поле у складі «червоно-білих» почав з жовтня, остаточно відновившись від рецидивів травми.
Оформив покер в одному з матчів Кубку Франції.

## Виступи за збірні
Протягом 2011–2012 років залучався до складу молодіжної збірної Кот-д'Івуару. На молодіжному рівні зіграв у 5 офіційних матчах, забив 3 голи.
14 листопада 2012 року дебютував в офіційних матчах у складі національної збірної Кот-д'Івуару. У першому ж матчі за збірну забив свій дебютний гол у її складі, який дозволив африканцям крупно обіграти збірну Австрії (3:0). Наразі провів у формі головної команди країни 13 матчів, забивши 4 голи.
У складі збірної був учасником Кубка африканських націй 2013 року у ПАР, а також Кубка африканських націй 2015 року в Екваторіальній Гвінеї.
| Дата       | Місто        | Господарі            | Результат | Гості       | Турнір                                             | Голи | Примітки |
| ---------- | ------------ | -------------------- | --------- | ----------- | -------------------------------------------------- | ---- | -------- |
| 14-11-2012 | Лінц         | Австрія              | 0 – 3     | Кот-д'Івуар | товариський матч                                   | 1    | 46'      |
| 14-01-2013 | Абу-Дабі     | Кот-д'Івуар          | 4 – 2     | Єгипет      | товариський матч                                   | 1    | 46'      |
| 26-01-2013 | Рустенбург   | Кот-д'Івуар          | 3 – 0     | Туніс       | Кубок африканських націй 2013 - 1-й етап           | -    | 68'      |
| 03-02-2013 | Рустенбург   | Кот-д'Івуар          | 1 – 2     | Нігерія     | Кубок африканських націй 2013 - чвертьфінал        | -    | 83'      |
| 08-06-2013 | Банжул       | Гамбія               | 0 – 3     | Кот-д'Івуар | Відбір до ЧС 2014                                  | 1    | 24' 64'  |
| 16-06-2013 | Дар-ес-Салам | Танзанія             | 2 – 4     | Кот-д'Івуар | Відбір до ЧС 2014                                  | 1    | 90'      |
| 12-10-2013 | Абіджан      | Кот-д'Івуар          | 3 – 1     | Сенегал     | Відбір до ЧС 2014                                  | -    | 77'      |
| 30-05-2014 | Сент-Луїс    | Боснія і Герцеговина | 2 – 1     | Кот-д'Івуар | товариський матч                                   | -    | 63'      |
| 14-11-2014 | Фрітаун      | Сьєрра-Леоне         | 1 – 5     | Кот-д'Івуар | Відбір до Кубка африканських націй 2015            | -    |          |
| 19-11-2014 | Абіджан      | Кот-д'Івуар          | 0 – 0     | Камерун     | Відбір до Кубка африканських націй 2015 - півфінал | -    | 46'      |
| 11-01-2015 | Абу-Дабі     | Кот-д'Івуар          | 1 – 0     | Нігерія     | товариський матч                                   | -    | 46'      |
| 15-01-2015 | Абу-Дабі     | Кот-д'Івуар          | 0 – 2     | Швеція      | товариський матч                                   | -    | 79'      |
| 04-02-2015 | Бата         | ДР Конго             | 1 – 3     | Кот-д'Івуар | Кубок африканських націй 2015                      | -    | 92'      |
| Усього     |              | Матчів               | 13        |             | Голів                                              | 4    |          |

## Титули і досягнення
- Володар Кубка Румунії (2):

ЧФР (Клуж-Напока): 2008-09, 2009-10
- Володар Суперкубка Румунії (2):

ЧФР (Клуж-Напока): 2009, 2010
- Чемпіон Румунії (1):

ЧФР (Клуж-Напока): 2009–10
- Переможець Кубка африканських націй (1):

Кот-д'Івуар: 2015